# Eigentliche Spitzhörnchen
Die Eigentlichen Spitzhörnchen oder Eigentlichen Tupajas (Tupaia) sind eine Säugetiergattung aus der Familie der Spitzhörnchen (Tupaiidae). Sie sind die bekannteste und mit fast 20 Spezies auch artenreichste Gattung ihrer Familie. Auch das Gewöhnliche Spitzhörnchen (Tupaia glis) gehört dazu.

## Beschreibung
Von den anderen Spitzhörnchengattungen unterscheiden sich die Eigentlichen Spitzhörnchen vor allem durch die spärlichere Behaarung, den buschigen Schwanz und die kleinen Ohren. Ihre Fellfärbung variiert von rötlichbraun über olivgrün bis zu grau, wobei die Unterseite etwas heller gefärbt ist. Wie alle Spitzhörnchen haben sie eine lange Schnauze. Eigentliche Spitzhörnchen erreichen eine Kopfrumpflänge von 14 bis 23 Zentimetern, wobei der Schwanz etwa genauso lang ist, und ein Gewicht von 100 bis 300 Gramm.

## Verbreitung

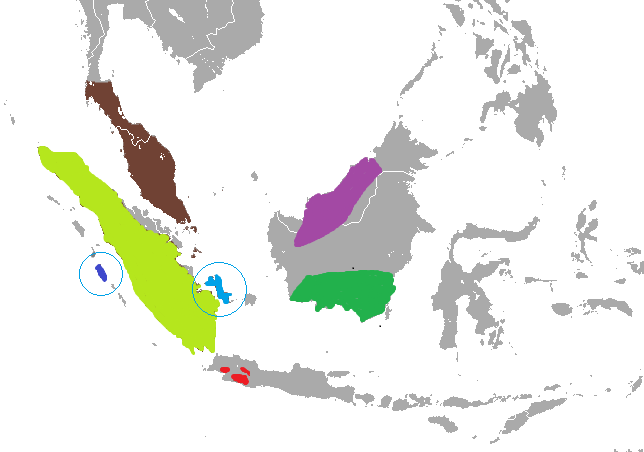
Die Verbreitungsgebiete verschiedener Spitzhörnchenarten.
T. glis
T. ferruginea
T. discolor
T. chrysogaster
T. hypochrysa
T. salatana
T. longipes

Das Verbreitungsgebiet der Eigentlichen Spitzhörnchen reicht vom östlichen Indien und Nepal über Südostasien und die Philippinen bis zu den Inseln Borneo und Bali.

## Lebensweise
Diese Tiere leben vorwiegend in Wäldern, manche Arten sind allerdings auch in Plantagen und manchmal sogar Gärten zu finden. Wie die meisten Spitzhörnchen sind sie tagaktiv. Die Nacht verbringen sie in Nestern in Baumwurzeln oder hohlen Baumstämmen verborgen, um tagsüber auf Nahrungssuche zu gehen. Die meisten Arten sind Bodenbewohner, können aber gut klettern. 
Das Sozialverhalten dieser Tiere dürfte je nach Art unterschiedlich sein. Manchmal findet man Paare, die in monogamen Beziehungen zusammenleben und ein gemeinsames Territorium besitzen, das sie mit Duftdrüsen markieren. Manchmal kommt es jedoch auch vor, dass sich das Revier eines Männchens mit dem von bis zu drei Weibchen überlappt und das Männchen auch bei der Paarung Anspruch auf diese drei Weibchen erhebt. Andere Arten sind sozialer und leben in Gruppen zusammen, wobei nur das dominante Männchen der Gruppe sich mit den Weibchen fortpflanzt.

## Nahrung
Eigentliche Spitzhörnchen sind Allesfresser. Sie nehmen sowohl Insekten und kleine Wirbeltiere als auch Samen, Früchte und Blätter zu sich.

## Fortpflanzung
Der Höhepunkt der Paarungszeit liegt zwischen Februar und Juni, obwohl sie sich das ganze Jahr über fortpflanzen können. Die Tragzeit beträgt rund sieben bis acht Wochen, dann kommen ein bis drei Jungtiere zur Welt, die zunächst nackt und blind sind.
Die Tiere haben ein spezielles System der Aufzucht der Jungen entwickelt. Sie errichten zwei Nester, eines für die Eltern und eines für die Jungen. Nur alle zwei Tage kommt die Mutter beim Nest der Jungen vorbei, um sie für rund 15 Minuten zu säugen, die restliche Zeit verbringen diese allein im Nest. Mit rund zehn bis 20 Tagen öffnen sie die Augen und mit rund fünf Wochen werden sie entwöhnt. Die Geschlechtsreife tritt bereits mit rund drei Monaten ein.
In freier Natur liegt die Lebenserwartung bei rund zwei bis drei Jahren, das höchste bekannte Alter eines Tieres in menschlicher Obhut betrug zwölf Jahre.

## Bedrohung
Der Verlust des Lebensraumes und die Jagd stellen die Hauptbedrohung für diese Tiere dar. Insgesamt vier Arten werden als gefährdet oder bedroht gelistet, wobei für viele andere Arten keine genauen Daten vorliegen.

## Die Arten

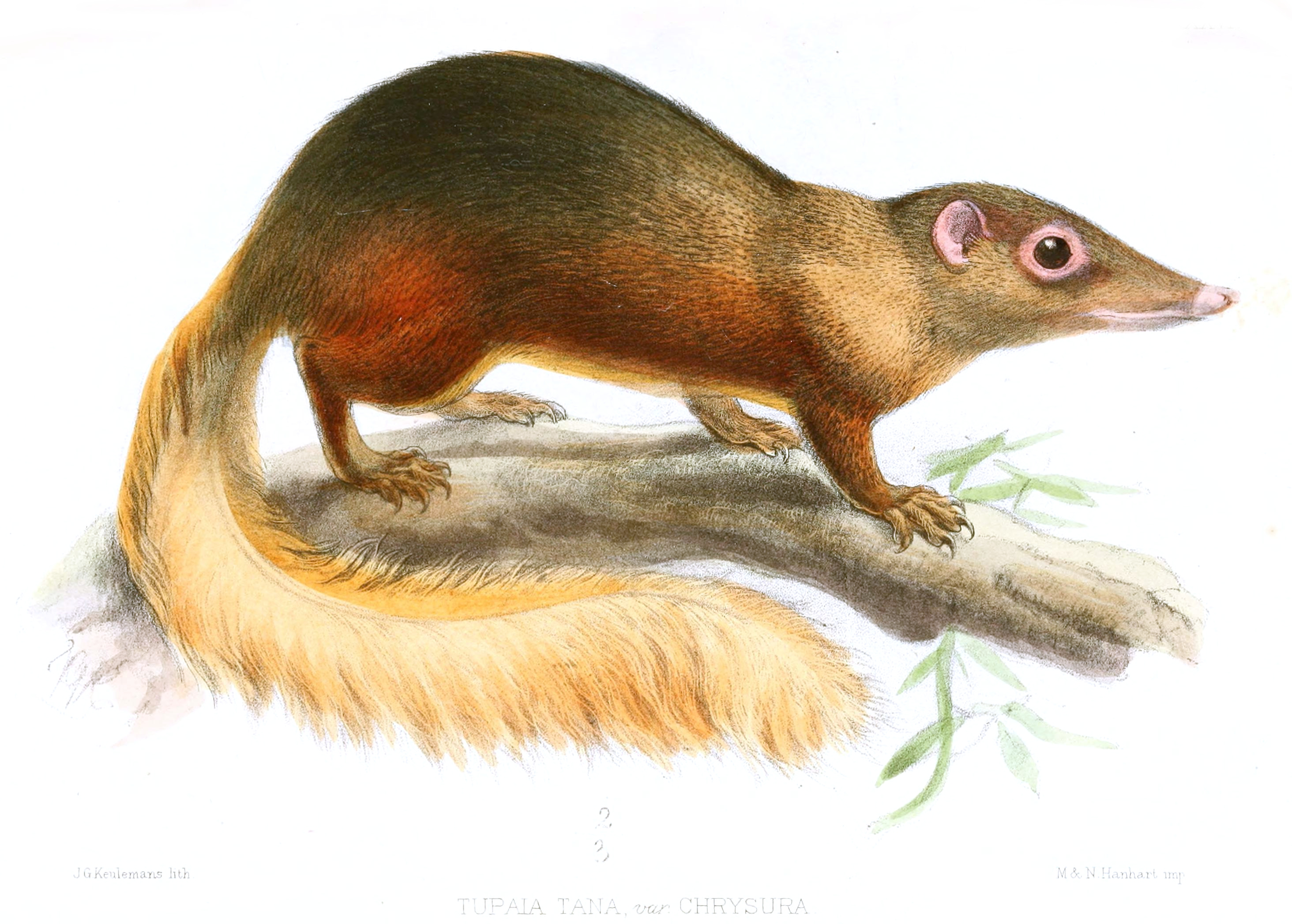
Tana (Tupaia tana)

- Das Verbreitungsgebiet des Nördlichen Spitzhörnchens (Tupaia belangeri) reicht vom östlichen Indien und Nepal über Myanmar und Südostchina bis Thailand.
- Das Mentawai-Spitzhörnchen (Tupaia chrysogaster) lebt ausschließlich auf den der Südküste Sumatras vorgelagerten Mentawai-Inseln.
- Das Bangka-Spitzhörnchen (Tupaia discolor) ist auf der indonesischen Insel Bangka endemisch.[2]
- Das Streifen-Spitzhörnchen (Tupaia dorsalis) ist auch auf Borneo endemisch. Charakteristisch für diese Art ist ein schwarzer Rückenstreifen.
- Das Philippinen-Spitzhörnchen (Tupaia everetti) kommt auf Mindanao vor.
- Das Rötliche Spitzhörnchen (Tupaia ferruginea) lebt auf Sumatra.[2]
- Das Gewöhnliche Spitzhörnchen (Tupaia glis) lebt auf der Malaiischen Halbinsel südlich des Isthmus von Kra.
- Das Schlank-Spitzhörnchen (Tupaia gracilis) ist auf Borneo beheimatet.
- Das Java-Spitzhörnchen (Tupaia hypochrysa) ist im Westen von Java endemisch.
- Das Horsfield-Spitzhörnchen (Tupaia javanica) lebt auf Sumatra, Nias, Java und Bali.
- Das Langfuß-Spitzhörnchen (Tupaia longipes) kommt in malayischen Sarawak und Sabah auf Borneo vor.
- Das Zwergspitzhörnchen (Tupaia minor) ist im Süden der Malaiischen Halbinsel, auf Sumatra und Borneo beheimatet. Im Gegensatz zu den meisten anderen Arten lebt es vorwiegend auf Bäumen.
- Das Hochland-Spitzhörnchen (Tupaia montana) kommt nur in Gebirgsregionen im nordwestlichen Borneo vor.
- Das Nikobaren-Spitzhörnchen (Tupaia nicobarica) ist auf den Nikobaren endemisch. Es gilt als bedroht.
- Das Palawan-Spitzhörnchen (Tupaia palawanensis) ist auf der zu den Philippinen gehörigen Insel Palawan beheimatet. Die Art gilt als gefährdet.
- Das Tiefland-Spitzhörnchen (Tupaia picta) lebt ebenfalls nur auf Borneo.
- Das Kalimantan-Spitzhörnchen (Tupaia salatena) kommt im Süden von Borneo vor.[2]
- Das Rotschwanz-Spitzhörnchen (Tupaia splendidula) kommt nur im südlichen Borneo und auf vorgelagerten Inseln vor.
- Das Tana (Tupaia tana) ist die größte Art der Gattung und durch einen schwarzen Rückenstreifen gekennzeichnet. Es lebt auf Sumatra und Borneo.

Das Philippinen-Spitzhörnchen wurde vor allem im 20. Jahrhundert der monotypischen Gattung Urogale zugerechnet. Verschiedene molekulargenetische Untersuchungen zu Beginn des 21. Jahrhunderts deckten aber eine Einbettung von Urogale in die Gattung Tupaia auf. Daher wurde im Jahr 2011 vorgeschlagen, erstere in letztere aufgehen zu lassen.